# Velké trápení
Velké trápení je kniha Heleny Šmahelové z roku 1957. Patří mezi dívčí romány a vypráví o sedmačce Janě, která se v ocitá před rozvodem svých rodičů. Její dosavadní jistoty se pomalu rozplývají, opora v rodině mizí v nedohlednu. Vyprávění dívky, která je vytržena z rodiny a umístěna v dětském domově.
Kniha je vyprávěna ve 3. osobě, střídání času přítomného a minulého mnohdy ztěžuje orientaci v příběhu. Popisovány jsou myšlenkové pochody hlavní hrdinky i charaktery lidí kolem ní. Jazyk se zdá místy být těžkopádný, avšak umocňující autenticitu vyprávění třináctileté dívky.
Stejný název nese i československý film z roku 1974, který je dílem režiséra Jiřího Hanibala a scenáristky Bohumily Zelenkové. Hlavní roli si zahrála Renata Mašková.